# Yangguang Linchang (bondby i Kina, Heilongjiang Sheng, lat 48,54, long 128,81)
Yangguang Linchang (kinesiska: 阳光林场) är en bondby i Kina. Den ligger i provinsen Heilongjiang, i den nordöstra delen av landet, omkring 350 kilometer nordost om provinshuvudstaden Harbin. Antalet invånare är 81. Befolkningen består av 41 kvinnor och 40 män. Barn under 15 år utgör 4,0 %, vuxna 15-64 år 95 %, och äldre över 65 år −1,00 %.
Runt Yangguang Linchang är det mycket glesbefolkat, med 6 invånare per kvadratkilometer. Det finns inga andra samhällen i närheten. I omgivningarna runt Yangguang Linchang växer i huvudsak blandskog.
Genomsnittlig årsnederbörd är 984 millimeter. Den regnigaste månaden är juli, med i genomsnitt 240 mm nederbörd, och den torraste är januari, med 13 mm nederbörd.